# 林炯俊
林炯俊（韓語：임형준，1974年5月10日—），韓國男演員。

## 演出作品

### 電視劇
- 2008年：SBS《不汗黨》
- 2008年：OCN《不要追究過去》飾演 東根（特別出演）
- 2009年：KBS《IRIS》飾演 陳思佑的部下
- 2012年：tvN《第三醫院》飾演 閔柱安
- 2012年：JTBC《無子無憂》（客串）
- 2013年：tvN《戀愛操作團：大鼻子情聖》飾演 陳俊赫（客串）
- 2014年：KBS《感激時代：鬪神的誕生》飾演 幸一
- 2014年：KBS《真是好時節》飾演 海珠的相親對象（客串）
- 2014年：MBC《命中注定我愛你》飾演 崔先生
- 2015年：MBC《憤怒的媽媽》飾演 吳真尚
- 2015年：KBS《生意之神 - 客主2015》飾演 吳得箇
- 2017年：tvN《犯罪心理》飾演 徐振煥
- 2022年：Disney+飾演 趙領事
- 2025年：Disney+《下流大盜》飾演 高錫培

### 電影
- 1999年：《生死諜變》飾演 OP特工
- 2001年：《有趣的電影（朝鲜语：재밌는 영화）》飾演 隊員2
- 2022年：《點亮打火機（英语：Break Out (film)）》飾演 小學同學
- 2003年：《黄山伐》飾演 百济-扶余太
- 2004年：《太極旗飄揚》飾演 青年團員
- 2004年：《靈異人形館》飾演 定基
- 2005年：《大膽家族（朝鲜语：간 큰 가족）》飾演 趙導演
- 2005年：《家族荣誉2：家门的危机（英语：Marrying the Mafia II）》飾演 張敬宰
- 2006年：《光腳的基豐（英语：Barefoot Ki-bong）》飾演 的士司機（友情出演）
- 2006年：《黑道千金逼我嫁3（英语：Marrying the Mafia III）》飾演 張敬宰
- 2006年：《誰上我的床（朝鲜语：누가 그녀와 잤을까?）》飾演 Sex Shop 社長（特別出演）
- 2007年：《客房高手和母親（朝鲜语：사랑방 선수와 어머니）》飾演 成哲
- 2008年：《京城往事》
- 2009年：《我的愛在我身邊》飾演 裴碩元
- 2010年：《英雄本色：無敵者（英语：A Better Tomorrow (2010 film)）》飾演 李警察
- 2011年：《家族荣誉4：家门的受难（英语：Marrying the Mafia IV）》飾演 張敬宰
- 2012年：《我是王》飾演 蔣英實(友情出演)
- 2012年：《外事警察：別被那個男人騙（英语：Gaiji Keisatsu (film)）》飾演 金政守
- 2013年：《共犯》飾演 沈俊榮
- 2014年：《危險的傳聞（英语：Tabloid Truth）》飾演 曹宇燦（友情出演）
- 2015年：《Speed》飾演 朴老師
- 2015年：《十年追殺令（英语：Circle of Atonement）》飾演 申志哲
- 2017年：《鄰家大明星（朝鲜语：이웃집 스타）》飾演 金淳德/金記者
- 2017年：《犯罪都市》飾演 都昇宇
- 2018年：《你的婚禮》飾演 裴氏（友情出演）
- 2018年：《憤怒的公牛》飾演 崔仲延
- 2019年：《吾王長存：木浦英雄》飾演 韓萬燮
- 2020年：《龙屡阁：无情都市（朝鲜语：용루각: 비정도시）》飾演 崔法官（特別出演）
- 2021年：《龙屡阁2：神之夜（朝鲜语：용루각 2: 신들의 밤）》飾演 崔法官（特別出演）
- 2022年：《斯特拉》飾演 蘇東南（特別出演）
- 2022年：《狎鷗亭報告》飾演 林炯俊

### 綜藝
- 2014年：MBC《真正的男人》
- 2017年：MBC《隱秘而偉大》

### 音樂劇
- 2004年：《Full Monty》

### 話劇
- 《蚊子》
- 《玻璃動物園》
- 《侏羅紀人們》

## 外部連結
- 林炯俊在NAVER上的资料
- 林炯俊在韩国电影数据库（KMDb）上的資料（韓語）
- 林炯俊在互联网电影资料库（IMDb）上的資料（英文）
- 林炯俊在豆瓣上的资料（简体中文）